# Коты в Интернете
Изображения и видео с домашними кошками (жарг. ко́тэ́) — один из самых просматриваемых видов контента в Интернете, в частности крайне популярны макросы в жанре lolcat. ThoughtCatalog называет кошек «неофициальным талисманом Интернета».
Тема привлекает внимание учёных и критиков, пытающихся разобраться в причинах культовой популярности подобной «низкой» формы искусства. Это может показаться легкомысленным, но через интернет-контент с «котиками» люди реально взаимодействуют с медиа и совершают культурный обмен. По мнению некоторых исследователей, в лучших образцах такого, казалось бы, совсем незамысловатого контента есть глубина и содержательность, кроме того, он оказывает позитивное психологическое воздействие, сопоставимое по эффективности с реальной пет-терапией.
Отдельные кошки, например, Сердитый Котик и Лил Баб, получили популярность в интернете благодаря своей необычной внешности.
Популярность кошек значительно шире рамок интернета, она охватывает современную культуру в целом, проявляясь в книгах, фильмах, мультфильмах. Причина этой популярности заключается в том, что кошка — распространённое и «удобное» домашнее животное, общение с ней приятно и комфортно; это животное, с которым человек проводит сравнение себя самого по многим параметрам, от внешнего вида (красота, грациозность, походка) до физического сходства (ловкость, быстрота, гибкость).

## История
Люди всегда находились в тесных отношениях с кошками. Английский фотограф Гарри Пойнтер (1822—1889) снимал в бытовых постановочных сценках вместо людей специально выдрессированных кошек, для чего, в частности, наряжал животных. В 1872—1884 годах он опубликовал более 200 фотографий смешных котов из серии «Коты Брайтона». С изобретением кинематографа кошки быстро стали предметом короткометражных фильмов, в том числе ранних немых фильмов, таких как «Боксирующие коты» (1894) и «Больной котёнок» (1903).
С появлением Интернета в начале 1990-х «котики» стали очень популярной темой почтовых рассылок. В 2005 году ролик с участием кошки впервые был загружен на YouTube соучредителем этого сервиса Стивом Ченом, который выложил видео своего кота под названием «Пиджамас играет с верёвкой». В следующем году ролик «Щенок против кота» стал первым вирусным видео с кошкой; он был загружен пользователем под ником Sanchey; и к 2015 году набрал 16 миллионов на YouTube. Веб-ресурс Mashable, изучая истории кошек в Интернете, указывает, что самым первым произведением на «кошачью» тематику можно считать ASCII-графику с изображением кошки, опубликованную на 2channel в 1998 году и представляющую собой графическое воплощение фразы «пожалуйста, уйди».
The New York Times назвала изображения кошки «базовым строительным элементом Интернета». Кроме того, более 2,5 миллионов изображений кошки были вручную аннотированы пользователями flickr.com. Примечательно, что авторы многих фотографий помечают их тегом «тигр».
В 2007 году Эрик Накагава и Кари Унебасами основали сайт I Can Haz Cheezburger, на котором разместили забавные фотографии кошек. Пользователи сайта могут создавать мемы в стиле LOLcat, помещая надписи в верхней части фотографий своих кошек. В настоящее время сайт получает более 100 миллионов просмотров в месяц и «создал совершенно новую форму интернет-высказывания». В 2009 году юмористический сайт Urlesque объявил 9 сентября «Днём без кошек онлайн», и более 40 блогов и сайтов поддержали «[бан] кошек на своих страницах продолжительностью не менее 24 часов». По состоянию на 2015 год насчитывается более 2 миллионов видеороликов с кошками только на YouTube, сами кошки являются одним из самых популярных предметов запросов в интернете. Телеканал CNN подсчитал, что к 2015 году количество фотографий с кошками в интернете составит 6,5 миллиардов. В связи с этим, Сеть стала «виртуальным кошачьим парком, социальным пространством для любителей кошек, наподобие реальных собачьих парков, где регулярно собираются собачники». Газета The Daily Telegraph называет Nyan Cat самой популярной кошкой Интернета, в то время как NPR отдаёт этот титул Сварливому котику. Daily Telegraph также назвала ролик «Surprised Kitty (Original)» лучшим кошачьим видео на YouTube, к настоящему времени оно насчитывает более 75 миллионов просмотров. Ресурс Buzzfeed провозгласил Cattycake котом 2010 года.
В 2015 году в Музее движущегося изображения в Нью-Йорке открылась выставка «Как кошки захватили Интернет». Выставка «рассказывает историю их интернет-славы, и почему люди их так любят». Была даже издана книга под названием «Как сделать вашего Кота интернет-знаменитостью: проводник к финансовой свободе». На ежегодном Internet Cat Video Festival вручается награда «Золотой котёнок» за лучшее видео. По сведениям Star Tribune, фестиваль имеет успех, потому что «люди поняли, что „кошачьи“ видео, которые могли бы вызвать ухмылку при домашнем просмотре, становятся вдруг в тысячу раз смешнее, если тысячи людей просматривают их сообща». В Daily Telegraph появилась целая статья, посвященная Международному дню кошек, а ресурс EMGN опубликовал материал под названием «21 причина, почему кошки и Интернет — это брак, заключённый на небесах».
Каждое видео с котами на YouTube имеет в среднем 12 тысяч просмотров — что выше, чем в любой другой категории контента. «Котики» составляют 16 % просмотров в категории «Животные», в то время как собаки — 23 %. По сведениям BuzzFeed и Tumblr, что «собачьи» видео набирают больше просмотров, чем «кошачьи», и менее 1 % постов на Реддите содержат упоминания кошек. В то время, как «собачьих» запросов в интернете гораздо больше, самого «собачьего» контента меньше чем «кошачьего». В Facebook средняя «кошачья» страница кошки имеет более 2 миллионов лайков, в то время как средняя «собачья» — более 6,5 миллионов. Примечательны ролики, совмещающие «кошачью» тему с другими трендами, например видео из серии «Коты против зомби». The New York Times традиционно публикует в Твиттере «кошачьи отчёты», а в японской префектуре Хиросима власти запустили на городские улицы «онлайн-кошку» с прикреплённой веб-камерой.
Эбигейл Такер, автор книги «Лев в гостиной», об истории домашних кошек, предположил, что секрет привлекательности кошек в том, что их мордочки «напоминают нам собственные лица, и особенно наших детей…[они] поразительно человечны, но всегда невозмутимы».

## Психология
Джейсон Эппинк, куратор выставки «Как кошки захватили Интернет» в Музее движущегося изображения, отмечает «выдающуюся роль» кошек в Интернете. Журнал Wired отмечает, что «умилительность» кошек была бы «слишком упрощённым» объяснением их популярности в интернете.
В ходе научного исследования было установлено, что испытуемые чувствовали себя счастливее после просмотра видео с кошками. Исследователи прокомментировали это так: «Если мы хотим лучше понять влияние, которое Интернет может оказывать на нас как личностей и на общество, то игнорировать „котиков“ больше нельзя», «потребление „кошачьего“ медиа-контента заслуживает внимания». Huffington Post предполагает, что просмотр подобного рода контента на работе представляет собой разновидность прокрастинации, самоиллюзии занятости, в то время как IU Bloomington полагает, что «[это] больше, чем просто отдых; это способствует повышению энергии и положительным эмоциям, снижает негативные чувства». Сайт BusinessInsider утверждает, что «это согласуется с результатами исследований влияния животных на людей». В 2015 году исследователь Джессика Галл Майрик обнаружила, что люди вдвое охотнее публикуют в Сети фотографию или видео кошки, чем селфи. Кроме того, было установлено, что люди, которые смотрят видео с котами, чувствуют себя после просмотра более энергичными и позитивными.
Мария Бастиллос полагает, что видео с кошками «кристаллизует всё, что люди любят в кошках», с их «природной красотой и величием» в «одном крошечном шаге до полного унижения», как отражения человеческого состояния. Когда создателю Всемирной паутины Тиму Бернерсу-Ли предложили назвать популярное использование интернета, которого он не предвидел, он ответил «котики». В газетной публикации 2014 года утверждается, что кошачья несамоосознанность (unselfconsciousness), так редко встречающаяся среди людей в эпоху гипер-наблюдения, привлекает, так как позволяет представить «возможность свободы от наблюдения», создаёт ощущение беспроблемности наблюдения и контроля со стороны власти. Журнал Time также счёл, что кошки производят впечатление «тайных соглядатаев».
Cheezburger Network полагает, что кошки представляют собой «идеальный холст» для человеческих эмоций, так как у них выразительные морды и тела. Mashable отмечает «кошачье» остроумие, обаяние, популярность среди гиков, непосредственность, индивидуальность, и тот факт, что собакам просто не хватает «всего этого» как возможное объяснение популярности кошек в интернете. В исследовании под названием «„I Can Haz Emoshuns?“ — Understanding Anthropomorphosis of Cats among Internet Users» установлено, что Tagpuss, приложение, показывающее пользователю изображение кошки и предлагающее затем описать свои эмоции, «может быть использовано для истолкования поведения кошки, которое обычно люди не понимают».
Джейсон Эппинк, куратор выставки «Как кошки захватили Интернет», поясняет: «Люди в интернете чаще постят кошек, чем другое животное, потому что это своего рода увековечивание себя. Это становится самоисполняющимся пророчеством». Блогер Джейсон Коттке считает, что кошек «легче объективировать» и поэтому «легче высмеять». Журналист Джек Шепард предполагает, что кошки популярнее собак, потому что собака «слишком старается», игривое поведение собаки выглядит как попытка проверки хозяина. Кошачье же поведение, по словам Шепарда «прохладно, ненаигранно, лишено какого-либо беспокойства о том, что вы о нём думаете. Это искусство ради искусства».
Кошки исторически всегда ассоциировались с магией и почитались в различных культурах. Древние египтяне поклонялись им как богам, а жители Древней Японии боялись их, считая демонами, такими как бакэнэко.
Журнал Vogue предположил, что популярность кошек в интернете — это феномен, специфичный лишь для ряда культур — для Северной Америки, Западной Европы и Японии. Представители других наций предпочитают иных животных: так, угандийцы обмениваются изображениями коз и кур, мексиканцы часто «постят» лам, среди китайских интернет-пользователей популярны изображения речных крабов и грязно-травянистых лошадей (Grass Mud Horse) из-за двойного значения их названий, позволяющих обходить государственную цензуру. Хотя кошки играют разные роли в разных культурах, cat content станет популярнее в социальных сетах везде в мире, как полагает научная статья о кошках в немецко-, англо-, итальянско- и русскоговорящих СМИ.

### Теория интернет-активизма от милых котиков
Теория интернет-активизма от милых котиков — это теория об активизме в Интернете, интернет-цензуре и «милых котиках» (термин, используемый для обозначения любого малоценного, но популярного контента), разработанная Итаном Цукерманом в 2008 году. Согласно ей, большинство людей не заинтересованы в активизме; вместо этого, они хотят использовать сеть для бесполезной деятельности, включая серфинг по порнографии и лолкэтам («котикам»). Однако инструменты, которые они разрабатывают для подобного времяпровождения (Facebook, Flickr, Blogger, Twitter, и т. д.) оказываются очень полезны для общественного движения активистов, которым всё время не хватает ресурсов, чтобы развивать специализированные инструменты самим. В то же время, активисты приобретают больший иммунитет к репрессиям со стороны правительств, чем если бы они использовали специализированные платформы, потому что закрытие сервисов, популярных среди любителей порно и «котиков», вызовет больший общественный резонанс, чем закрытие сугубо активистских сервисов.

## Знаменитости
Из-за сравнительной новизны феномена, владельцы самых знаменитых кошек пришли к славе более или менее случайно, не планируя свой успех.

### Сердитый Котик
Соус Тардар (Tardar Sauce, 4 апреля 2012 года — 14 мая 2019 года), более известная под интернет-именем «Сердитый Котик» (Grumpy Cat), стала интернет-знаменитостью, благодаря «сварливому» выражению морды. Её владелец, Табата Бандесен, говорит, что это следствие неправильного прикуса и кошачьей карликовости. Популярность Сердитого Котика началась с фотографии, размещенной на социальном новостном сайте Reddit Брайаном Бандесеном, братом Табаты 22 сентября 2012 года. Это было сделано в формате макроса с соответствующей «сварливой» надписью. Официальная страница Сердитого Котика на Facebook набрала более 7 миллионов «лайков». 30 мая 2013 года Сердитый Котик появился на первой странице The Wall Street Journal, а 7 октября 2013 года — на обложке New York Magazine. В августе 2015 года стало известно, что Сердитый Котик получит собственную восковую копию в музее Мадам Тюссо в Сан-Франциско.

### Большой Шлёпа
Большой Шлёпа (англ. Big Floppa; род. 21 декабря 2017) или просто Флоппа — интернет-мем, основанный на каракале по кличке Гоша. Его приобрели в апреле 2018 года Андрей и Елена Бондаревы из Москвы. Большой Шлёпа стал известен после того, как фото его с мейн-куном на подоконнике стало вирусным.

### Лил Баб
Лил Баб (Lil Bub, Lillian Bubbles) — также американская знаменитость, кошка, известная своей уникальной внешностью. Она была самой маленькой в помёте. Её владелец, Майк Бридавски, взял её себе по просьбе своих друзей. Впервые её фотографии появились в Tumblr в ноябре 2011 года, а затем на сайте социальной журналистики reddit. Страничка Лил Баб на Facebook собрала более двух миллионов лайков. Лил Баб «снялась» в документальном фильме Lil Bub & Friendz, впервые показанном на кинофестивале Трайбека 18 апреля 2013 года. Фильм получил приз этого фестиваля.

### Мару
Мару (まる, японский: круг, круглый; родился 24 мая, 2007) — кот породы шотландская вислоухая (точнее её разновидности — шотландская прямоухая) из Японии, снискавший популярность на YouTube. На апрель 2013 года видео с его участием были просмотрены более 200 миллионов раз, в среднем получая по 800 тысяч просмотров. Кот Мару часто упоминается в печатных и телевизионных СМИ, когда речь заходит об интернет-знаменитостях. Мару — «самый известный кот в интернете».
Владелец кота Мару выкладывает видео из-под учётной записи mugumogu. Сам он почти никогда не появляется в кадре, исключение составляет ролик под названием Maru’s ear cleaning. Видео включают титры на английском и японском языках, описание событий, частый сюжет — Мару играет в картонных коробках.

### Полковник Мяу
Полковник Мяу (Colonel Meow, взят из приюта 11 октября 2011 года — 29 января 2014 года) — кот, помесь гималайской и персидской породы. На 2014 год удерживает рекорд Гиннеcса за самую длинную шерсть (девять дюймов или около 23 см). Стал интернет-знаменитостью, когда его владельцы выложили фотографии его хмурого «лица» в Facebook и Instagram. Получил множество эпитетов от сотен тысяч поклонников — «прелестный страшный диктатор», «удивительный шотландский пьяница», «самый злобный кот в мире» и т. д.

### Оскар и Клаус
Оскар родился 5 мая 2011 года, и был уличным котёнком на маленькой ферме в Лоесс Хилл (Западная Айова), прежде чем 11 июля того же года Мик и Бетани Шидловски взяли его домой. Позднее они переехали в Небраску и окончательно обосновались в Сиэтле, штат Вашингтон. У Оскара патология, которая называется микрофтальмия — его глаза не полностью развиты из-за генетических отклонений. По этой причине он не может видеть, хотя в остальном совершенно здоров. Многие, сталкивающиеся с Оскаром, поначалу даже не понимают, что он полностью слеп.
Оскар — лучший друг Клауса: это бывший беспризорный кот, которого в 2006 году подобрала та же пара. В 2014 году Мик и Бетани опубликовали книгу о кошачьих приключениях под названием Оскар и Клаус представляют: в поисках Йети.
Оскар умер от сердечного приступа пятого февраля 2018 года.

### Нала
Нала поступила в приют, когда ей было 5 или 6 месяцев, вместе с остальным помётом, так как у владельцев не было возможности заботиться о котятах. Из приюта Налу забрали последней. Человек, к которому она попала, не планировал брать котёнка в этот день, но взял её после того как она облизала ему лицо. Поначалу у неё были проблемы с дыханием и инфекциями, но вскоре они были решены. Нала полностью здорова, но у неё очень короткие лапы. Её владелец завел Instagram-аккаунт, чтобы делиться роликами с участием Налы с друзьями и семьей, но в итоге собрал более миллиона подписчиков. Впоследствии Нала появилась во множестве видео на YouTube. Владелец использовал популярность кошки, чтобы привлечь внимание к необходимости стерилизации или кастрации домашних животных, а также для призывов забирать их из приютов, а не покупать у заводчиков.
Аккаунт кошки Налы в Instagram занесен в Книгу рекордов Гиннесса как «Instagram-аккаунт кошки с самым большим количеством подписчиков»

### О Лонг Джонсон
Этот безымянный чёрно-белый кот впервые появился в ролике, показанном на America’s Funniest Home Videos, и прославился своим урчанием, напоминающим человеческое бормотание, в котором можно разобрать «Oh, Long Johnson». Видео впервые появилось в Интернете в 2006 году, хотя, по некоторым данным, снято оно было не позднее 1998 года.
Отсылка к этому видео появилась в «Южном парке» (эпизод «Faith Hilling»).

## Мемы

### Lolcat
А lolcat — это макрос с изображением одной или нескольких кошек. Сопровождающий текст часто вычурный и грамматически неправильный. Его использование в этом случае называется «lolspeak» или «кошачий пиджин» (kitty pidgin).
Само слово «lolcat» — составное из сленговой аббревиатуры LOL (громко смеяться) и слова «кот» (cat). Такими макросами обычно обмениваются пользователи имиджбордов и других интернет-форумов.

### Nyan Cat
Нян Кэт — видео, загруженные в апреле 2011 года на YouTube, и ставшее интернет-мемом. В видеоролике совмещены японская поп-мелодия с анимацией кота с телом из поп-тартс, летящим через пространство, и оставляющим за собой радужный след. Видео заняло 5 место в списке самых просматриваемых на YouTube в 2011 году.

### Keyboard cat
Keyboard Cat — также интернет-мем. Он состоит из видео 1984 года, на котором можно видеть кота по кличке «Fatso» (Толстяк) в голубой рубашке, «играющего» энергичный ритм на электронной клавиатуре. Видео было размещено на YouTube под названием «charlie schmidt’s cool cats» в июне 2007 года. Шмидт позже сменил название на «Charlie Schmidt’s Keyboard Cat (THE ORIGINAL)».
Кот Толстяк (умер в 1987 году) принадлежал Чарли Шмидту из города Спокан, штат Вашингтон. Ему же принадлежала голубая рубашка, и он манипулировал котом на видео.
В дальнейшем видео стали добавлять в конец других роликов, придавая им ироничный смысл, благодаря чему они также набирали популярность. «Keyboard cat» занял 2-е место в списке 50 лучших вирусных видео, составленном Current TV.

### Кошки, похожие на Гитлера
Cats That Look Like Hitler — сатирический сайт с фотографиями кошек, якобы имеющих сходство с Адольфом Гитлером. У большинства кошек большое чёрное пятно под носом, напоминающее усы щёточкой. Сайт был основан Коосом Плегтом и Паулем Неве в 2006 году, и стал широко известен после того, как о нём рассказали в нескольких телевизионным программах по всей Европе и в Австралии. В настоящее время сайт поддерживает только Неве. По состоянию на Февраль 2013 года, сайт содержит фотографии более 8000 кошек, предложенных владельцами цифровых камер, а затем одобренных Неве.

### Каждый раз, когда ты мастурбируешь… Бог убивает котенка
Every time you masturbate... God kills a kitten («Каждый раз, когда ты мастурбируешь… Бог убивает котенка») — заголовок изображения, созданного на сайте Fark.com в 2002 году. Изображение с котёнком (в дальнейшем он именуется «Cliché Kitty»), преследуемым двумя Домо-кунами, сопровождается слоганом «пожалуйста, подумайте о котятах» («Please, think of the kittens»).

### I Can Has Cheezburger
I Can Has Cheezburger? («Можна мне чизбургер?», ICHC для краткости) — коллективный видеоблог, содержащий ролики (как правило, с участием животных) и макросы. Был создан в 2007 году Эрик Накагавой (Cheezburger), блогером с Гавайев, и его другом Кари Унебасами (Tofuburger). Сайт стал одним из самых популярных в своем роде, имел более полутора миллионов просмотров в мае 2007 года. ICHC сыграл важную роль в популяризации макросов, как самостоятельного формата медиаконтента, стиля lolspeak, а также стал «фабрикой» интернет-мемов.

### Brussels Lockdown
В 2015 году атмосфера в Брюсселе (Бельгия) была напряженной, в городе был объявлен максимальный уровень опасности сразу же после терактов в Париже, однако с помощью интернет-котов напряжённость удалось снизить, благодаря кампании с хештегом #BrusselsLockdown на Твиттере. Полицейские обратились к гражданам не оставлять в социальных сетях сообщений о проходящей в городе антитеррористической спецоперации, чтобы эта информация не попала к террористам. В ответ пользователи начали массово выкладывать фотографии «котиков», в которых «утонули» все прочие сообщения. Примечательно, что они представляли собой ссылку на объявленный четвёртый (максимальный) уровень опасности, так как французское слово «четыре» (quatre), созвучно английскому «кот» (cat).

### Catloaf
Catloaf — термин, описывающий сидящего кота с лапами и хвостом, заправленными под тело, что придаёт ему вид хлеба, мясного рулета, или жареной курицы или индейки, отсюда и его название. Менее распространенный вариант, rabbitloaf, тоже существует, так как сидящие кролики тоже убирают лапы под себя.

### Pusheen
Pusheen — интернет-мем, представляет собой изображения упитанного серого кота в различных позах и ситуациях. Создан в 2010 году и получил большую популярность, в том числе через серию смайликов и наклеек в Facebook. Имеет более 9 миллионов подписчиков.

### Cat Bread
Cat Bread — мем, ломтик хлеба с вырезом посередине, куда можно всунуть кошачью мордочку.

### Максвелл
Максвелл ― интернет-мем с фотографией и созданной на её основе трёхмерной моделью кошки Джесс. На видеороликах с котом Максвеллом он зачастую крутится вокруг своей оси под различную музыку.

### Чмоня
Чмоня ― интернет-мем с фотографией кошки по кличке Вирго, сидящей на приборной панели автомобиля.

## Пародии
«Котята бонсай» (англ. Bonsai Kitten) — сатирический сайт, запущенный в 2000 году. По утверждению авторов, предоставляет инструкции о том, как вырастить котёнка в банке, наподобие дерева бонсай. Сайт был сделан студентом Массачусетского технологического института под псевдонимом Dr. Michael Wong Chang. Сайт произвёл фурор после того, как представители общественности пожаловались в организации по защите прав животных организаций, заявив, что «в то время как содержание сайта может быть подделкой, но проблема в том, что оно может спровоцировать насилие по отношению к животным», по данным Мичиганского Общества по предотвращению жестокого обращения с животными (MSPCA). В настоящее время сайт закрыт, но призывы подписать петицию против него продолжают ходить по Сети (преимущественно в виде спама).

### Комментарии
1. ↑  По словам владельцев, 11 октября 2011 не дата его рождения, а дата, когда его взяли домой. Дата рождения неизвестна.